# Meersburg
Meersburg is een plaats in het uiterste zuiden van Baden-Württemberg, gelegen in het Bodenseekreis op de noordelijke oever van het Bodenmeer. Meersburg ligt, op een kwartier varen met de veerboot, recht tegenover het eveneens aan het Bodenmeer gelegen stadje Staad, een stadsdeel van Konstanz. De stad telt 6.050 inwoners.

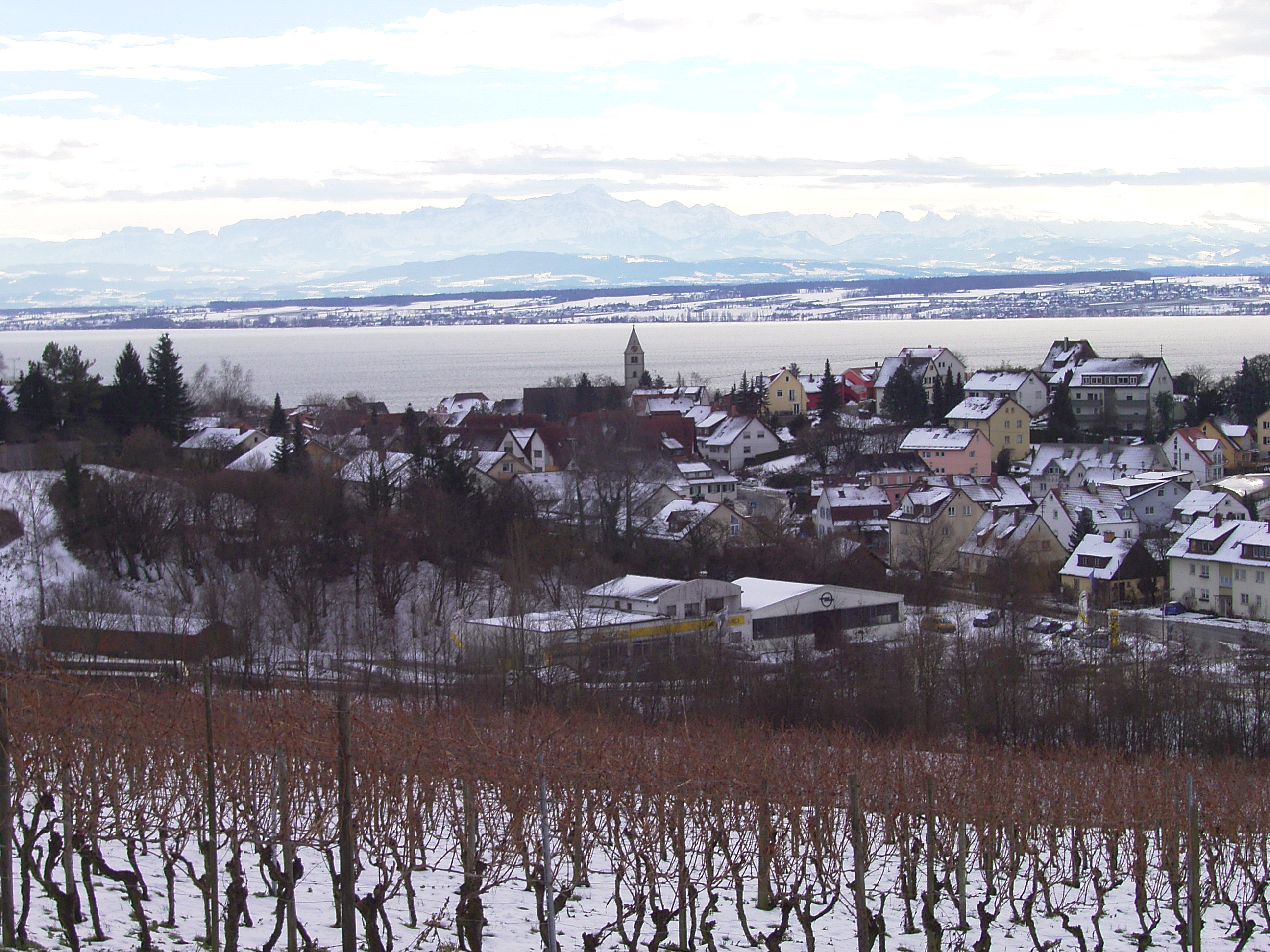
Meersburg, Bodenmeer

Hier begint het nauwste gedeelte van het Bodenmeer. Rijnwater doorstroomt het Bodenmeer van oost naar west. Verderop naar het zuidoosten verbreedt het meer zich. Vanaf Friedrichshafen, in Duitsland naar het kleine Zwitserse Romanshorn duurt de overtocht per veerboot 45 minuten. Daar is het Bodenmeer het breedst.

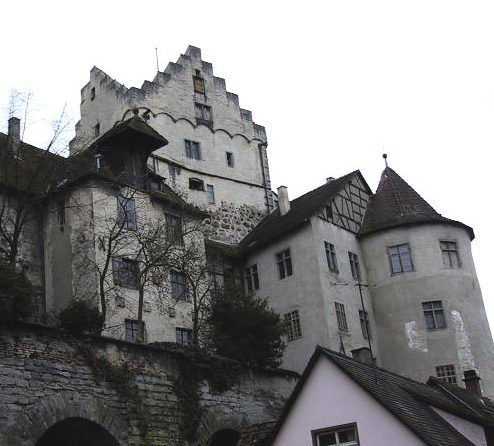
oude kasteel Meersburg

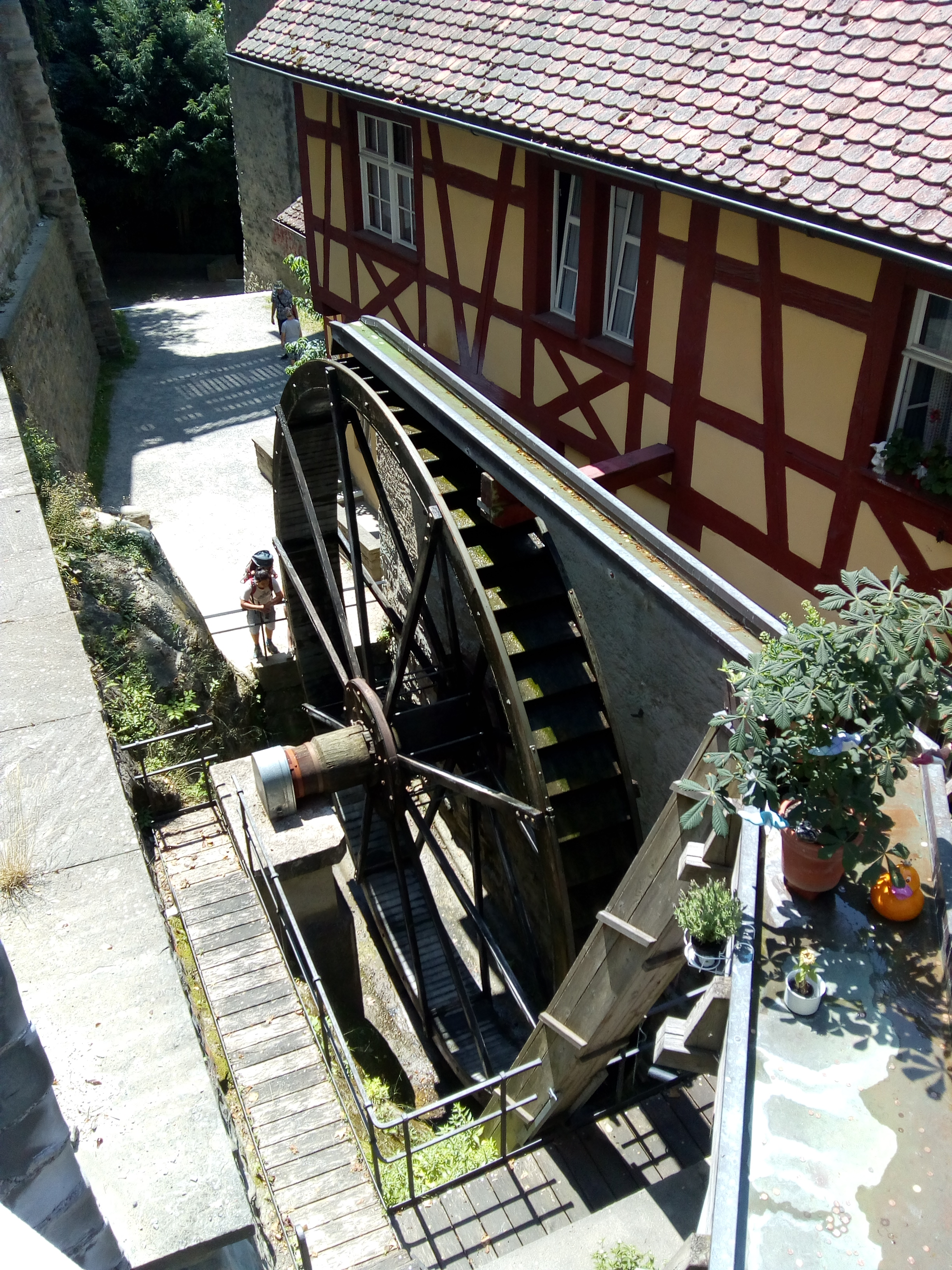
Watermolen met vakwerk, nu een privé-huis bij het oude kasteel van Meersburg

In het stadje staat het oudste nog bewoonde kasteel van Duitsland, dat ook Meersburg heet. Het dateert uit de 6e en 7e eeuw. Het zou kunnen dat de hofmeier Karel Martel er in de 8e eeuw korte tijd heeft gewoond. Hij bestreed de Saksen en later de Beieren. Het slot bezit nog kamers uit deze periode. Het heeft muurschilderingen met heiligentaferelen uit de 9e eeuw. Het bezit een wapenverzameling uit de Middeleeuwen en een hele verzameling ridderhelmen met versierde hoofdtooien van alle grillige vormen, van hertengeweien, drakenkoppen, arenden enz. Het kasteelmuseum bezit nog harnassen en kurassen van de Pappenheimse en Saksische ridders, van de 14e en 15e eeuw en van 1570 tot 1680.
Verder is er in Meersburg de oude stadspoort en het oude stadsgedeelte met vakwerkhuizen te bezichtigen. Ook de oude stadskern met plantsoenen is niet te missen. Verder bezit Meersburg het Bären-Hotel.

## Geschiedenis
Meersburg werd de residentie van de vorst-bisschoppen van Konstanz nadat zij de wereldlijke controle over de stad Konstanz verloren hadden.

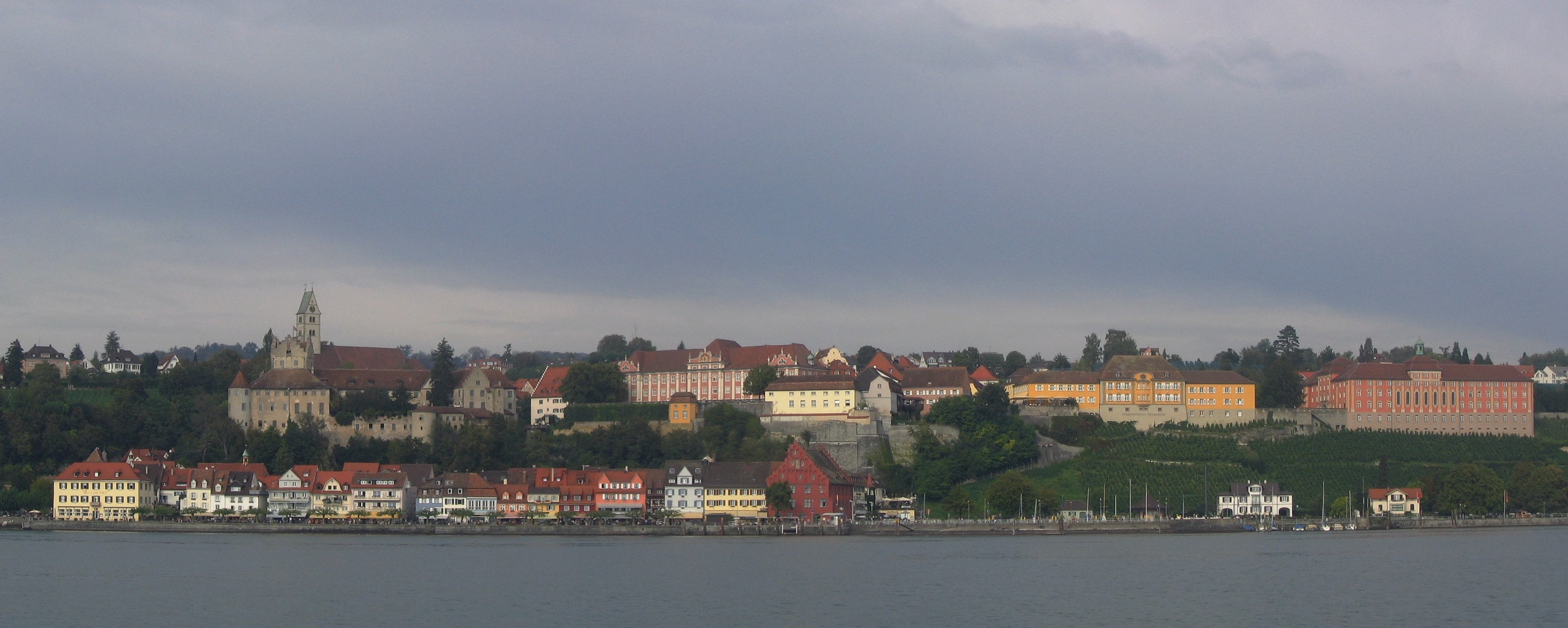
Panorama van Meersburg

## Uitkijkplaatsen
- Terras van het "Nieuw Slot" ("Neues Schloss") met een uitzicht op het meer.
- Promenade aan het meer ("Seepromenade")

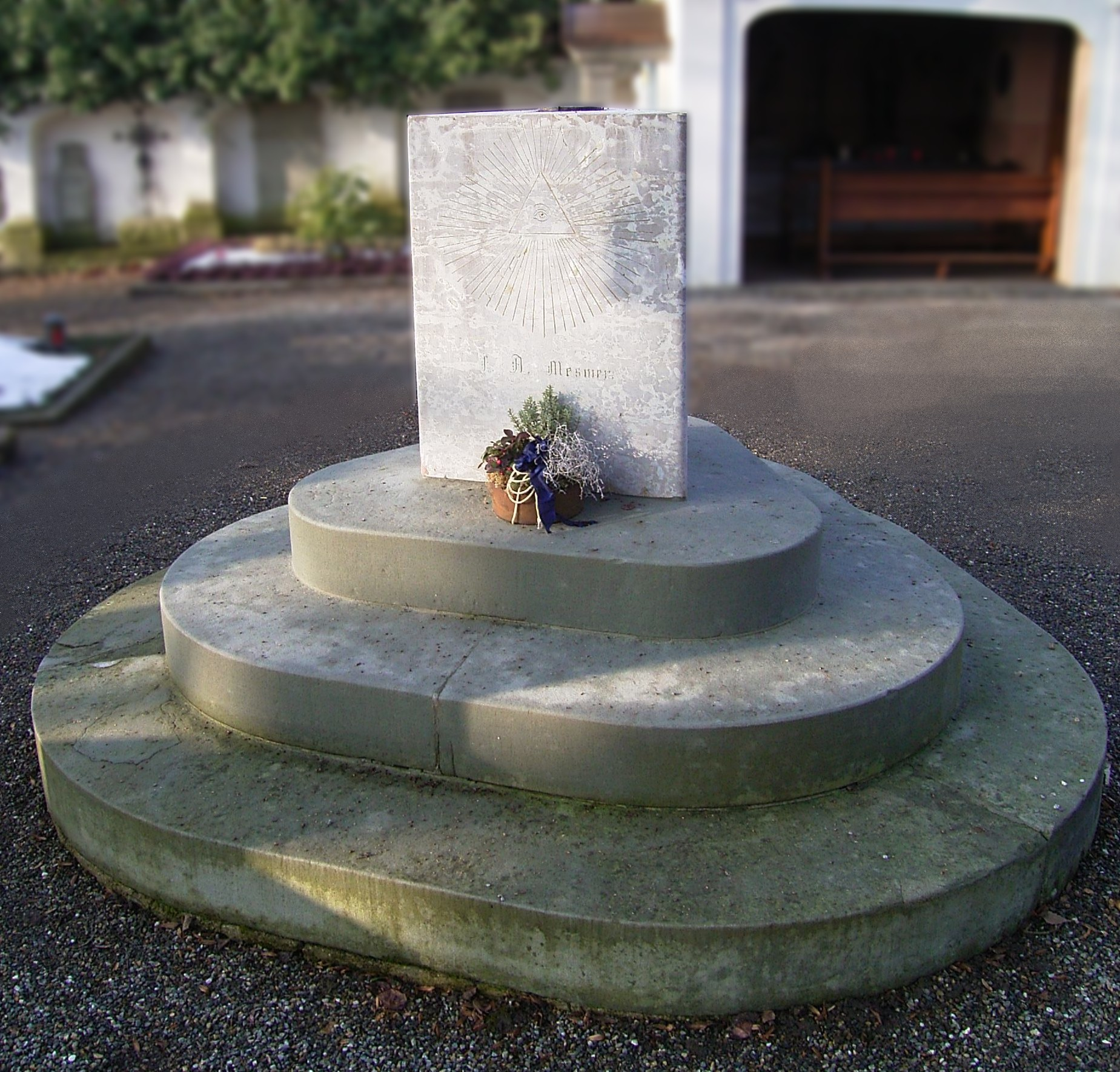
Graf van Franz Anton Mesmer in Meersburg

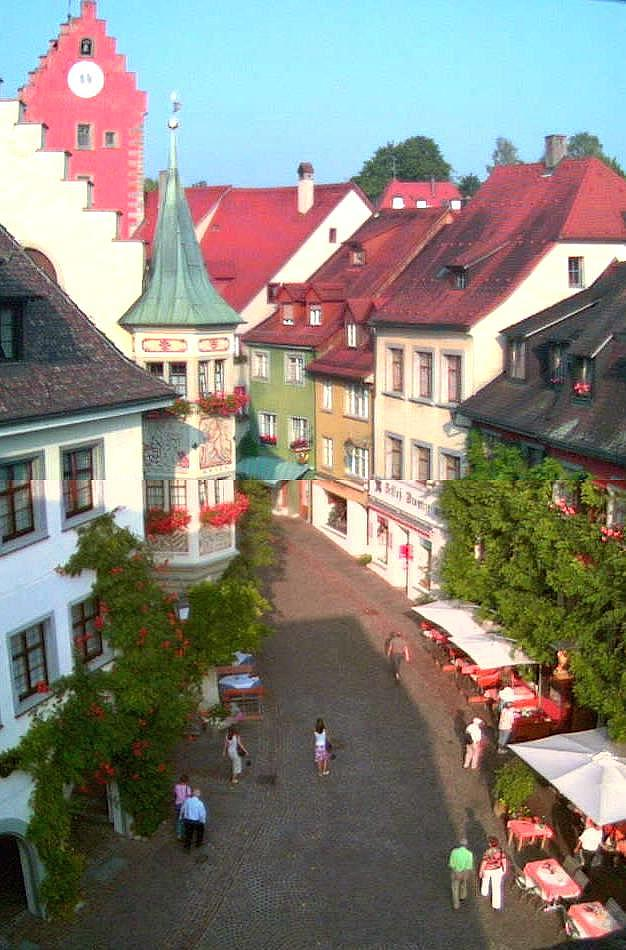
Meersburg, Marktplatz

## Mesmerisme
Het graf van Franz Anton Mesmer is op het kerkhof circa 0,5 km ten noordoosten van het hogergelegen stadsdeel ("Oberstadt").

## Zustersteden
Meersburg is verzusterd met:
- San Gimignano (Italië)

Bermatingen ·
Daisendorf ·
Deggenhausertal ·
Eriskirch ·
Frickingen ·
Friedrichshafen ·
Hagnau am Bodensee ·
Heiligenberg ·
Immenstaad am Bodensee ·
Kressbronn am Bodensee ·
Langenargen ·
Markdorf ·
Meckenbeuren ·
Meersburg ·
Neukirch ·
Oberteuringen ·
Owingen ·
Salem ·
Sipplingen ·
Stetten ·
Tettnang ·
Überlingen ·
Uhldingen-Mühlhofen